# كارولين داتشر ستيرلينغ تشوت
كارولين داتشر ستيرلينغ تشوت (16 يونيو، 1837- 12 نوفمبر، 1929، لقبت عمومًا بالسيدة جوزيف إتش. تشوت) كانت فنانة، ومصلحة تربوية، ومدافعة عن حق المرأة في الاقتراع وفاعلة خير وشخصية اجتماعية بارزة. كانت زوجة المحامي والسفير الأمريكي في المملكة المتحدة جوزيف هودجز تشوت.
كانت كارولين ستيرلينغ تشوت، بصفتها مؤيدة لتعليم النساء، إحدى مؤسسي جمعية النهوض بالتعليم العالي للمرأة في نيويورك عام 1882. طلبوا من جامعة كولومبيا قبول النساء في عام 1883، لكن طلبهم قوبل بالرفض على خلفية أن النساء لم يكنّ مستعدات بما فيه الكفاية. عملت كارولين، ردًا على ذلك، على تأسيس مدرسة تحضيرية للنساء، مدرسة بريرلي، ومن ثم إنشاء كلية برنارد للنساء. شاركت أيضَا في منظمات الفنانات، ولعبت هي وزوجها دورًا في تأسيس متحف ميتروبوليتان للفنون. أصبحت عزبة العائلة، نومكيغ، حاليًا متحفًا عامًا وحديقة.

## بداية حياتها
ولدت كارولين داتشر ستيرلينغ، تُعرف أحيانًا باسم «كاري»، بتاريخ 16 يونيو، 1837، في سالزبوري، كونيتيكت. والداها هما كارولين ماري (أو ماي) داتشر (1 يوليو، 1806- 20 يناير، 1898) من كنعان، كونيتيكت، وفريدريك أوغستين ستيرلينغ (18 مارس، 1796- 24 يناير، 1859) من سالزبوري، كونيتيكت.
تزوج الوالدان ستيرلينغ بتاريخ 23 يونيو، 1825، وأنجبا ستة أطفال. سميت كارولين وواحد من إخوتها على اسم والديهما. ترتيب ميلاد كارولين وإخوتها هو كالتالي:
- ثيودور ستيرلينغ (مواليد 1827)
- روبرت ستيرلينغ (مواليد 1829)
- فريدريك أوغستين ستيرلينغ (مواليد 1831، تزوج ماري إيما بيتس)
- إدرواد كانفيلد ستيرلينغ (مواليد 1834)
- كارولين داتشر ستيرلينغ (مواليد 1837، تزوجت جوزيف إتش تشوت)
- ألفريد إليشا ستيرلينغ (مواليد 1843)

عمل والد كارولين فريدريك أوغستين ستيرلينغ، موظفًا في مكتب والده للمحاماة في سالزبوري، قبل أن ينخرط في صناعة الحديد والأخشاب. انتقلت العائلة إلى جنيف، نيويورك، في عام 1840، للحصول على فرص تعليم أفضل، وذلك عندما كانت كارولين في سن الثالثة عشر. انتقلوا في عام 1849 إلى كليفلاند، أوهايو، حيث كان يمتلك والد كارولين منشرة. قدم معمل والد كارولين للحديد في سالزبوري، الإمدادت لجيش الاتحاد خلال الحرب الأهلية الأمريكية.

## تعليمها
انتقلت كارولين داتشر ستيرلينغ إلى نيويورك لتعيش مع ابنة عمها السيدة روسيتر بحلول عام 1861، وتدرس الفن. كانت «تنوي تكريس نفسها لها كمهنة مدى الحياة، وكانت احتمالية نجاحها كبيرة»، وقد أطلق عليها أصدقاؤها لقب «القديسة». كانت ترتدي طوق زواج ذهبي نُقش عليه «متمسكة بالفن» (متزوجة من الفن)، هدية من والديها.
التقت كارولين بالمحامي جوزيف هودجز تشوت في منزل الفنان توماس بريتشارد روسيتر. وصف كارولين في إحدى رسائله المتكررة بأنها «ذات شعر أشقر جدًا وبشرة فاتحة للغاية، وذات بنية ضعيفة وعيون بنية داكنة.. وهي من أكثر النساء رشاقةً. رزانتها وسلامة إدراكها مميزين، ولديها قوة شخصية وقوة إرادة، قلة من جنسها يستطيعون التباهي بها».
وصف تشوت نفسه بأنه «مخلص بجدية» للقانون مثلما كانت كارولين مخلصة للفن. مع ذلك، بعد لقائه كارولين وافق صديقه جون إتش. شيروود، الذي توقع أنه وكارولين سيكونان «مناسبين لبعضهما تمامًا». سعى تشوت كي يتعارفا، وبتاريخ 4 يوليو، 1861، وافقت كارولين على الزواج منه.
كان تشوت خريج كلية الحقوق من جامعة هارفرد، وتم قبوله في نقابة ماساتشوسيتس للمحامين في عام 1855 وفي نقابة نيويورك عام 1856، وكشريك لويليام إم إيفارتس وتشارلز إف. ساوثمايد اعتبارًا من عام 1859. كان لدى جوزيف تشوت ثلاثة أخوة وأختين إحداهما كان اسمها كارولين أيضًا: يتم تمييز أخته أحيانًا باسم كارولين تشوت وزوجته باسم كارولين ستيرلينغ تشوت.